# Anastasio della Croce
Anastasio della Croce, al secolo Benedikt Falck (Münster, 1706 – Augusta, 1761), è stato un teologo tedesco.
Carmelitano scalzo, fu illustratore dell'opera sancta theologia universa (1751) e autore della raccolta illustrata Effigies Romanorum Pontificium (1751).